# Buffonellodes laevigata
Buffonellodes laevigata is een mosdiertjessoort uit de familie van de Buffonellodidae. De wetenschappelijke naam van de soort is voor het eerst geldig gepubliceerd in 1889 door Waters.